# Lorenza Izzo
Lorenza Francesca Izzo Parsons (Santiago, Chile, 1989. szeptember 19. –) chilei modell és színésznő.
Főként horrorfilmekben és thrillerekben szerepelt, mint az Utórengés (2012), a Green Inferno (2013) vagy a Kopp-kopp (2015), de látható volt a Volt egyszer egy Hollywood (2019) című produkcióban is.

## Pályafutása
A chilei Santiagóban született, édesapja révén olasz felmenőkkel rendelkezik, édesanyja Rosita Parsons modell, akárcsak fiatalabb testvére, Clara Lyons Parsons. 12 évesen Atlantába költözött családjával.
2007-ben modellkedni kezdett, valamint újságírást tanult a University of the Andes egyetemen, mielőtt New York-ba költözött volna, hogy színművészetet tanuljon a neves Lee Strasberg Theatre and Film Institute-ban. Színésznőként 2010-ben debütált Sebastián Radic fiatal filmrendező Instrucciones para mi funeral című diplomamunkájában. 2011-ben modellkarrierje csúcsán részt vett a São Paulo-i divathéten, ahol találkozott Gisele Bündchen szupermodellel, aminek hatására a Colcci divatmárka reklámarca lett. Még ebben az évben eljátszhatta első nagyobb filmes szerepét a honfitárs Nicolás López Que pena tu boda című vígjátékában, ami 2012-ben folytatást is kapott Qué pena tu familia címmel.
2012-től nemzetközileg is ismertté vált, miután több horrorfilmben is szerepelt, például a 2012-ben bemutatott Utórengés, vagy a 2013-as kannibál témájú horrorfilm, a Green Inferno, amelynek főszereplője volt, és amelyet későbbi férje, Eli Roth rendezett. Ezt követően Los Angeles-be költözött, itt kisebb epizódszerepeket kapott a Hemlock Grove sorozatban, illetve a bukásnak számító I Am Victor televíziós pilotban.
2015-ben férjével, Eli Roth-tal második közös filmje is megjelent, a Kopp-Kopp című erotikus thriller, amelyben Keanu Reeves és Ana de Armas oldalán játszott főszerepet – a filmet szülővárosának Chicureo negyedében forgatták. 2018-ban A végzet órája című fantasyban, 2019-ben pedig Quentin Tarantino Volt egyszer egy Hollywood című sikerfilmjében volt látható.

## Magánélete
2014. november 8-án Zapallar tengerpartján hozzáment Eli Roth filmrendezőhöz, akivel előtte és utána is dolgozott együtt. 2013-ban ismerkedtek meg egymással közös barátjuk, Nicolás López filmrendező révén a Green Inferno forgatásán. Miután kiderült hogy Izzo folyékonyan tud angolul (amiről López nem tudott), Roth leszerződtette őt a film főszerepére, amelynek forgatásán lettek egy pár. 2018 júliusában válókerestetet adtak be, 2019 augusztusában pedig hivatalosan is elváltak egymástól. Egy interjúban nyíltan felvállalta pánszexualitását.

## Filmográfia

### Filmek
| Év   | Magyar cím                 | Eredeti cím                         | Szerep                | Magyar hang        |
| ---- | -------------------------- | ----------------------------------- | --------------------- | ------------------ |
| 2011 |                            | Qué pena tu boda                    | Lucia Edwards         |                    |
| 2012 |                            | Qué pena tu familia                 | Lucia Edwards         |                    |
| 2012 | Utórengés                  | Aftershock                          | Kylie                 |                    |
| 2013 |                            | The Green Inferno                   | Justine               |                    |
| 2014 |                            | Sex Ed                              | Pilar                 |                    |
| 2014 |                            | The Stranger                        | Ana                   |                    |
| 2015 | Kopp-kopp                  | Knock-Knock                         | Genesis               | Bogdányi Titanilla |
| 2016 |                            | Holidays                            | Jean                  |                    |
| 2018 | Az élet maga               | Life Itself                         | Elena                 |                    |
| 2018 | A végzet órája             | The House with a Clock in Its Walls | Mrs. Barnevelt / Anya | F. Nagy Erika      |
| 2019 | Volt egyszer egy Hollywood | Once Upon a Time in Hollywood       | Francesca Capucci     | Czirják Csilla     |
| 2019 |                            | Where Do We Go from Here            | Iris                  |                    |

### Televízió
| Év   | Magyar cím                                   | Eredeti cím                    | Szerep                   | Megjegyzések           |
| ---- | -------------------------------------------- | ------------------------------ | ------------------------ | ---------------------- |
| 2013 |                                              | I Am Victor                    | Lena Engles              | tévéfilm               |
| 2013 | Hemlock Grove                                | Hemlock Grove                  | Brooke Bluebell          | 2 epizód               |
| 2016 |                                              | Feed the Beast                 | Pilar Herrera            | főszereplő (10 epizód) |
| 2017 | A 404-es dimenzió                            | Dimension 404                  | Val Hernandez / SpeedRun | 1 epizód               |
| 2018 | Alkalmi                                      | Casual                         | Tathiana                 | 6 epizód               |
| 2020 | Los Angeles-i rémtörténetek: Angyalok városa | Penny Dreadful: City of Angels | Santa Muerte             | 8 epizód               |